# Oribatella prolongata
Oribatella prolongata är en kvalsterart som beskrevs av Hammer 1961. Oribatella prolongata ingår i släktet Oribatella och familjen Oribatellidae. Inga underarter finns listade i Catalogue of Life.